# Catalina Sky Survey
O Catalina Sky Survey (CSS) é um programa de monitoramento americano gerenciado pela NASA juntamente com a Universidade do Arizona e que descobriu, por exemplo, o asteroide TC3. Criado em abril de 1998, está localizado no Observatório Monte Lemmon, nas Montanhas Catalina, perto de Flagstaff, Arizona. O programa procura por asteroides próximos da Terra, em um esforço apelidado de Pesquisas por Ondas Gravitacionais usando observatórios do Arizona, ou SAGUARO, para encontrar contrapartes ópticas para fusões massivas.
Desde o seu início já descobriu mais de 25 mil asteroides e tem como objetivo descobrir e catalogar corpos celestes que possam vir a passar perto da Terra e, eventualmente, se chocar com ela.

## História
O primeiro telescópio nas montanhas Catalina foi construído em 1962 para polarimetria e fotometria no local do atual telescópio Schmidt de 0,7 m adjacente ao Monte Bigelow. O telescópio que se tornaria o Catalina Sky Survey de 1,5 m foi construído sob a direção do cientista planetário da Universidade do Arizona, Gerard Kuiper, em 1967. Na época, ele era posicionado à mão. Cartões perfurados IBM e gráficos de estrelas foram usados para localizar alvos, e os dados foram registrados em fita de papel. O telescópio de 1,0 m foi construído em 1968 para testar se um espelho de vidro apoiado no centro produziria imagens de qualidade.
Uma diretiva do Congresso dos Estados Unidos de 1998 ("NEO Observations Program") ordenou a NASA a iniciar um programa para identificar objetos de 1 quilômetro ou maiores com um nível de confiança de cerca de 90 por cento ou melhor. Além de identificar os riscos de impacto, o projeto também obtém outras informações científicas, incluindo: melhorar o conhecimento sobre a distribuição de objetos no cinturão principal, encontrar a distribuição cometária em distâncias maiores do periélio, determinar a distribuição de objetos próximos à Terra como um produto da história colisional e transporte para o Sistema Solar interno e a identificação de alvos potenciais para projetos de voo.

## Técnicas
O Catalina Sky Survey (CSS) usa três telescópios, um telescópio de 1,5 metros (60 polegadas) f / 1.6 no pico do Monte Lemmon (código MPC G96), um telescópio Schmidt de 68 cm (27 polegadas) f / 1.7 perto do Monte Bigelow ( MPC código 703), e um telescópio de acompanhamento de 1 metro (40 polegadas) f / 2.6 também no Monte Lemmon (MPC código I52). Os três telescópios estão localizados nas montanhas de Santa Catalina, perto de Tucson, Arizona. A contraparte CSS do hemisfério sul, o Siding Spring Survey (SSS), usa um telescópio de 0,5 metros (20 polegadas) f / 3 Uppsala Schmidt no Siding Spring Observatory na Austrália. Os telescópios de levantamento de 1,5 metros e 68 cm usam câmeras idênticas com resfriamento termoelétrico e software comum escrito pela equipe do CSS. As câmeras são resfriadas a aproximadamente −100 ° C (−148 ° F), portanto, sua corrente escura é de cerca de 1 elétron por hora. Essas câmeras de 10.560 x 10.560 pixels fornecem um campo de visão de 5 graus quadrados com o telescópio de 1,5 m e quase 20 graus quadrados com o Catalina Schmidt. As exposições nominais são de 30 segundos e o 1,5 m pode atingir objetos mais fracos que 21,5 V naquele tempo. [2] O telescópio de acompanhamento de 1 metro usa um detector CCD de 2k x 2k que fornece um campo de visão de 0,3 graus quadrados. A partir de 2019, o CSS começou a usar o telescópio Kuiper de 1,54 metros (61 polegadas) situado no Monte Bigelow para acompanhamento direcionado por 7-12 noites por lunação.
O CSS normalmente opera todas as noites claras, com exceção de algumas noites centradas na lua cheia. O SSS dos hemisférios sul na Austrália encerrou operações em 2013 depois que o financiamento foi interrompido.

## Descobertas
| Asteroide  | Data de descoberta     | Descrição                                                                                              |
| ---------- | ---------------------- | --- |
| 2006 JY26  | 6 de maio de 2006      | Quase-colisão entre a Lua e Terra em 9-10 de maio de 2006 e pode impactar a Terra em 3 de maio de 2073 |
| 2007 WD5   | 20 de novembro de 2007 | Passou de raspão em Marte em 9 de janeiro de 2008                                                      |
| 2007 TU24  | 11 de outubro de 2007  | Aproximou-se Terra em 29 de janeiro de 2008                                                            |
| 2008 TC3   | 6 de outubro de 2008   | Atingiu a Terra em 07 outubro de 2008                                                                  |
| 2012 XE133 | 12 de dezembro de 2012 | Atualmente, um co-orbital temporário de Venus.                                                         |
| 2014 AA    | 1º de janeiro de 2014  | Atingiu a Terra em 2 de Janeiro de 2014.                                                               |